# Eugénie Latil
Pour les articles homonymes, voir Latil.
Eugénie Latil, connue avant son mariage sous le nom d’Eugénie Henry, est une artiste peintre et sculptrice française née à Moscou vers 1798 ou 1808 et morte à Saint-Girons le 29 septembre 1879.

## Biographie
Eugénie Victoire Joséphine Henry est née à Moscou de parents français à une date incertaine, vers 1798 d'après son acte de décès qui la dit morte à l'âge de 81 ans, ou en 1808 d'après les dictionnaires biographiques du XIXe siècle,.
Elle épouse en 1833 le peintre François Vincent Mathieu Latil (1796-1890).
Elle obtient des médailles en 1839 et 1841.
En 1860, les Latil se retirent de la vie artistique parisienne et s'installent à Saint-Girons, en Ariège, où ils jouissent d'une certaine aisance, que leur procurent une rente viagère, une pension du ministère des Beaux-arts et une assurance sur la vie. 
Dépourvus d'héritiers directs, ils se préoccupent de leur succession et du devenir de leur collection artistique. La ville de Saint-Girons, à qui cette collection est d'abord offerte, refuse le don en raison de ses ressources financières modestes. Mis au fait de l'important legs de Placide Massey à la ville de Tarbes, les Latil proposent leur collection à cette dernière en 1878. Ce choix causa « une grande satisfaction aux époux Latil, ayant la certitude qu’après leur mort, leurs oeuvres ne seront pas vendues et dispersées par des collatéraux avides et qu’elles seront installées dans un local digne d’elles, portant le nom de leurs auteurs ». C'est ainsi 108 tableaux, sculptures, bas-reliefs, médaillons, gravures et une pendule artistique provenant de la collection Latil qui rejoignent le musée de Tarbes (aujourd'hui le musée Massey), dont 27 tableaux et 24 sculptures de la main d'Eugénie Latil.
Eugénie Latil meurt à Saint-Girons le 29 septembre 1879. Son époux la rejoint dans la tombe en 1890.

## Œuvres

### Collections institutionnelles

#### Musée Massey de Tarbes

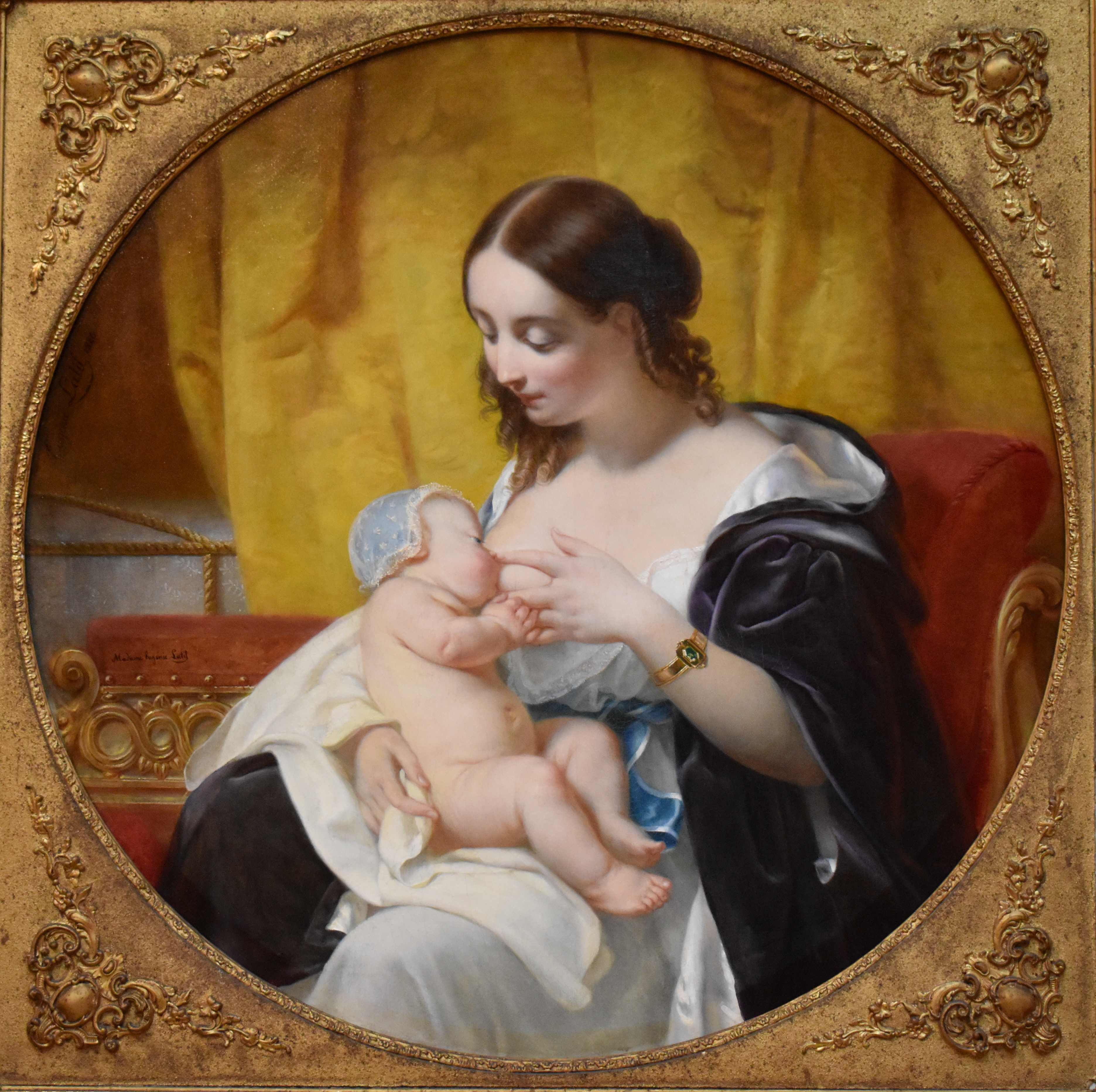
La Nourrice, 1846 (Tarbes, musée Massey)

Parmi les 108 objets d'art donnés en 1878 par le couple Latil au musée de Tarbes, 27 tableaux et 24 sculptures étaient de la main d'Eugénie Latil. Ils sont aujourd'hui conservés au musée Massey.
Tableaux
- Travail et paresse, huile sur toile
- Lavandières à la fontaine, huile sur toile
- Courage et piété, huile sur toile
- L'aumône de l'ouvrière, huile sur toile
- Les Adieux d'Henri IV à Gabrielle d'Estrées, Salon de 1842, huile sur toile, dépôt au château-musée Henri IV de Nérac
- Mariage de Dom Juan de Padilla avec Dona Maria Pachéco, Salon de 1843, huile sur toile
- La Nourrice, 1846, huile sur toile, 100 × 100 cm, inv. 878.1.70.
- La Vraie mère, huile sur toile
- Millet la Bretonne, la fille du pêcheur,  huile sur toile
- La Curée aux gâteaux, huile sur toile
- Paysage composé, huile sur toile
- Étude de terrains, huile sur toile
- Portrait de François Latil (époux de l'artiste), huile sur toile, 48 × 38 cm, inv. 878.1.75[10]
- Portrait du père de Mme Latil, huile sur toile
- Trois petits paysages, huile sur toile
- Le Lac de Brienz, copie d'après Louis-Auguste Lapito, huile sur toile
- Etude de paysage, copie d'après Jules Coignet, huile sur toile
- Etude de paysage, d'après Turpin de Crissé, huile sur toile
- Combat de cavalerie, aquarelle
- La Malade, huile sur toile
- Paysanne se reposant, huile sur toile
- La Vierge et l'Enfant-Jésus, huile sur toile
- Sainte Anne, faisant lire sa fille, huile sur toile
- Portrait de M. X., huile sur toile
- Offrande à la Vierge, huile sur toile
- Le Hanneton, huile sur toile
- Moïse sauvé des eaux, huile sur toile

Sculptures
- Bacchanale d'enfants, d'après François Duquesnoy, bas-relief en plâtre.
- Sainte Geneviève, patronne de Paris, statuette en plâtre.
- Portrait du comte de Lasteyrie, médaillon en plâtre.
- Portrait de François Latil (époux de l'artiste), médaillon en plâtre.
- Portrait de Bernard-Romain Julien, dessinateur lithographe, médaillon en plâtre.
- Portrait de Finiguerra, inventeur de la gravure, médaillon en plâtre.
- Médaillon d'Abélard, bas-relief en plâtre.
- Médaillon d'Héloïse, bas-relief en plâtre.
- Médaillon de Faust, bas-relief en plâtre.
- Médaillon de Marguerite, bas-relief en plâtre.
- Portrait d'Alphonse de Brébisson, médaillon, bas-relief en plâtre.
- Paolo, d'après Dante, demi-ronde bosse, plâtre.
- Françoise de Rimini, d'après Dante, demi-ronde bosse, plâtre.
- Portrait de Clémence Robert, demi-ronde bosse, plâtre.
- Portrait d'Eugénie Latil (autoportrait), demi-ronde bosse, plâtre.
- Tête de Vierge dans le ravissement, plâtre, demi-ronde bosse.
- Tête de Christ, plâtre, demi-ronde bosse.
- Tête de Vierge, Mater Dolorosa, plâtre, demi-ronde bosse.
- Tête de jeune homme, ronde-bosse en plâtre.
- Tête de saint Pierre, ronde-bosse en plâtre.
- Cours au Quartier-Latin, bas-relief en plâtre.
- Cours au Quartier-Latin, bas-relief en plâtre.
- Le Mois de Marie, bas-relief en plâtre.
- Portrait d'Auguste Bourjot, homme de lettres, médaillon en plâtre.

#### Autres

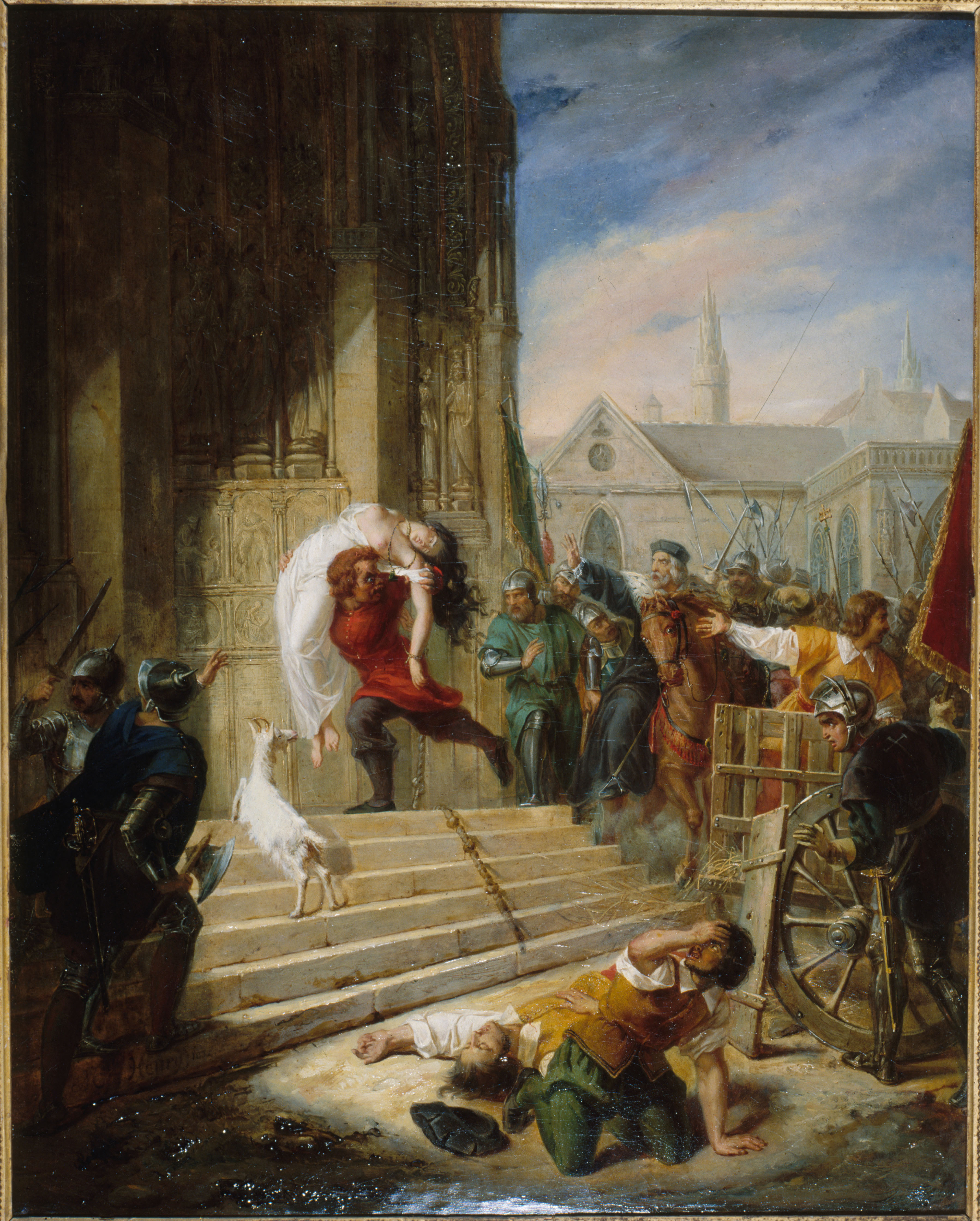
Quasimodo sauvant la Esmeralda des mains de ses bourreaux, 1832 (Paris, Maison de Victor Hugo)

- Aix-en-Provence, musée Granet : Jeune paysanne endormie, huile sur panneau, 20 × 16 cm, don de l'artiste en 1869[12].
- Grenoble, musée de Grenoble : Travail et paresse, huile sur toile, 55 × 46 cm, don de l'artiste en 1840, inv. MG 416[13],[14].
- Nérac, château-musée Henri IV : Les Adieux d'Henri IV à Gabrielle d'Estrées, Salon de 1842, huile sur toile, dépôt du musée Massey.
- Paris
  - Maison de Victor Hugo : Quasimodo sauvant la Esmeralda des mains de ses bourreaux (d'après le roman Notre-Dame de Paris de Hugo), 1832, huile sur toile, 81 × 65 cm, achat en 1982, inv. 780[15].
  - Musée de la Franc-maçonnerie : Portrait de l'Amiral Sidney Smith (d'après une miniature de Louis-Marie Autissier), huile sur toile, vers 1838-1842[16].
  - Église Saint-Philippe-du-Roule : La Mort de saint Louis (Salon de 1827, no 551 Le Voeu de Saint Louis), huile sur toile, 300 × 315 cm[17].

Copies
- Belfort, mairie : Portrait en pied du roi Louis-Philippe, 1837, copie d'après François Gérard, huile sur toile, achat par commande à l'artiste en 1837, dépôt depuis 1837 du Centre national des arts plastiques, Inv. : FNAC PFH-5963[18].
- Guéret, mairie : Portrait en pied du roi Louis-Philippe, 1833, copie, huile sur toile, achat par commande à l'artiste en 1833, dépôt depuis 1835 du Centre national des arts plastiques, Inv. : FNAC PFH-2675[19].
- Morlaix, mairie : Portrait du roi Louis-Philippe, copie, huile sur toile, achat par commande à l'artiste en 1831, dépôt du Centre national des arts plastiques, inv. FNAC PFH-4725[20].
- Ribérac, mairie : Le Christ mort, copie d'après un tableau de Philippe de Champaigne (musée du Louvre, INV 1128), huile sur toile, achat par commande à l'artiste en 1838, dépôt du Centre national des arts plastiques, Inv. : FNAC PFH-9485[21].

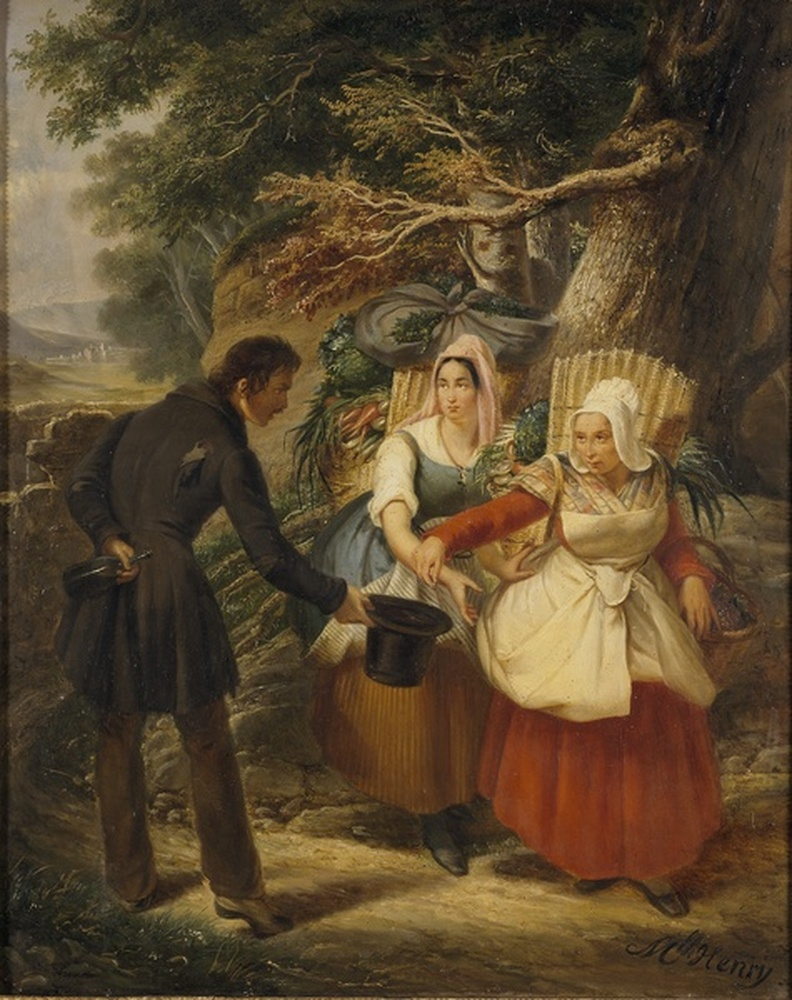
Travail et paresse, vers 1836 (musée de Grenoble)
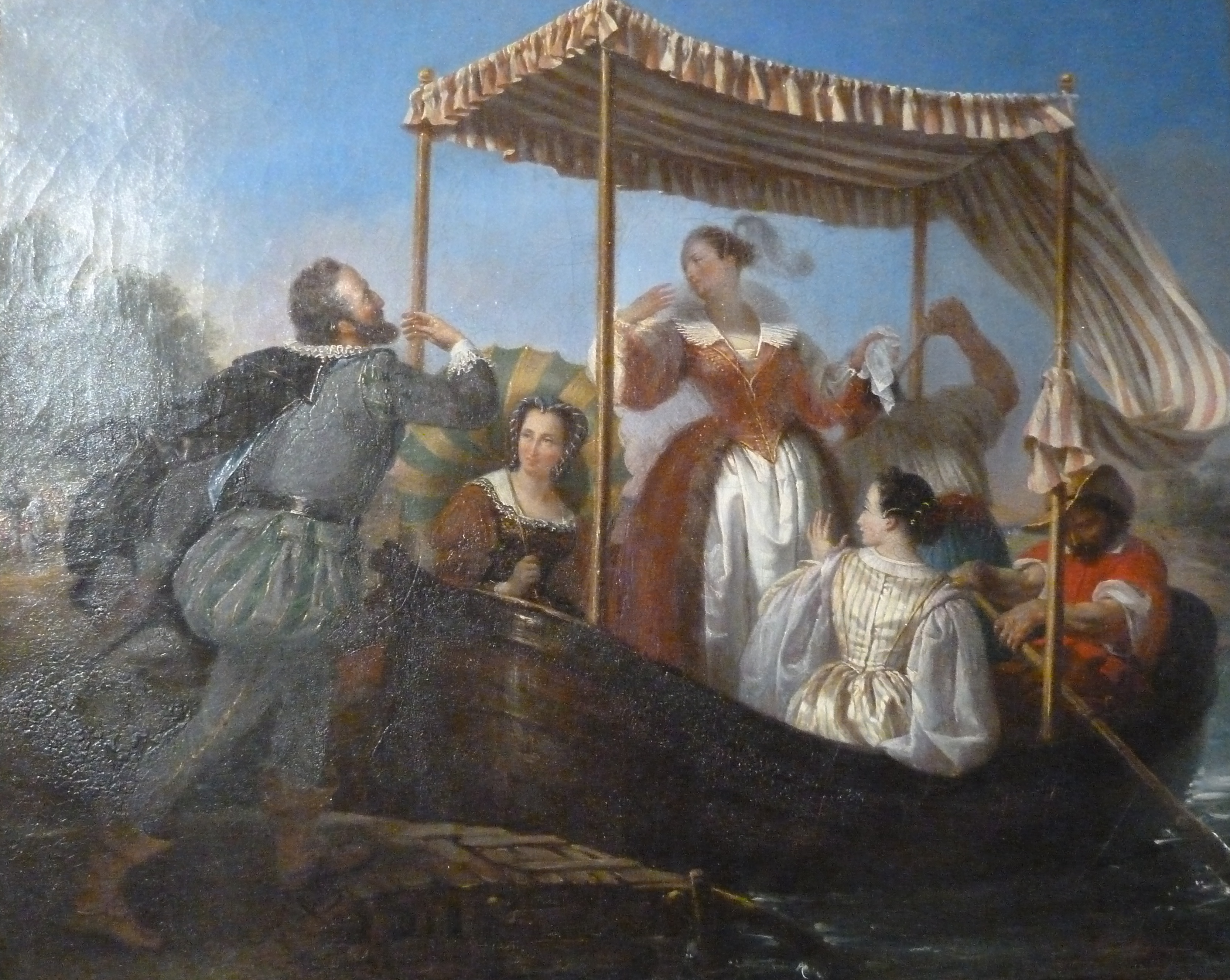
Les Adieux d’Henri IV à Gabrielle d’Estrées, Salon de 1842 (Nérac, château-musée Henri IV)
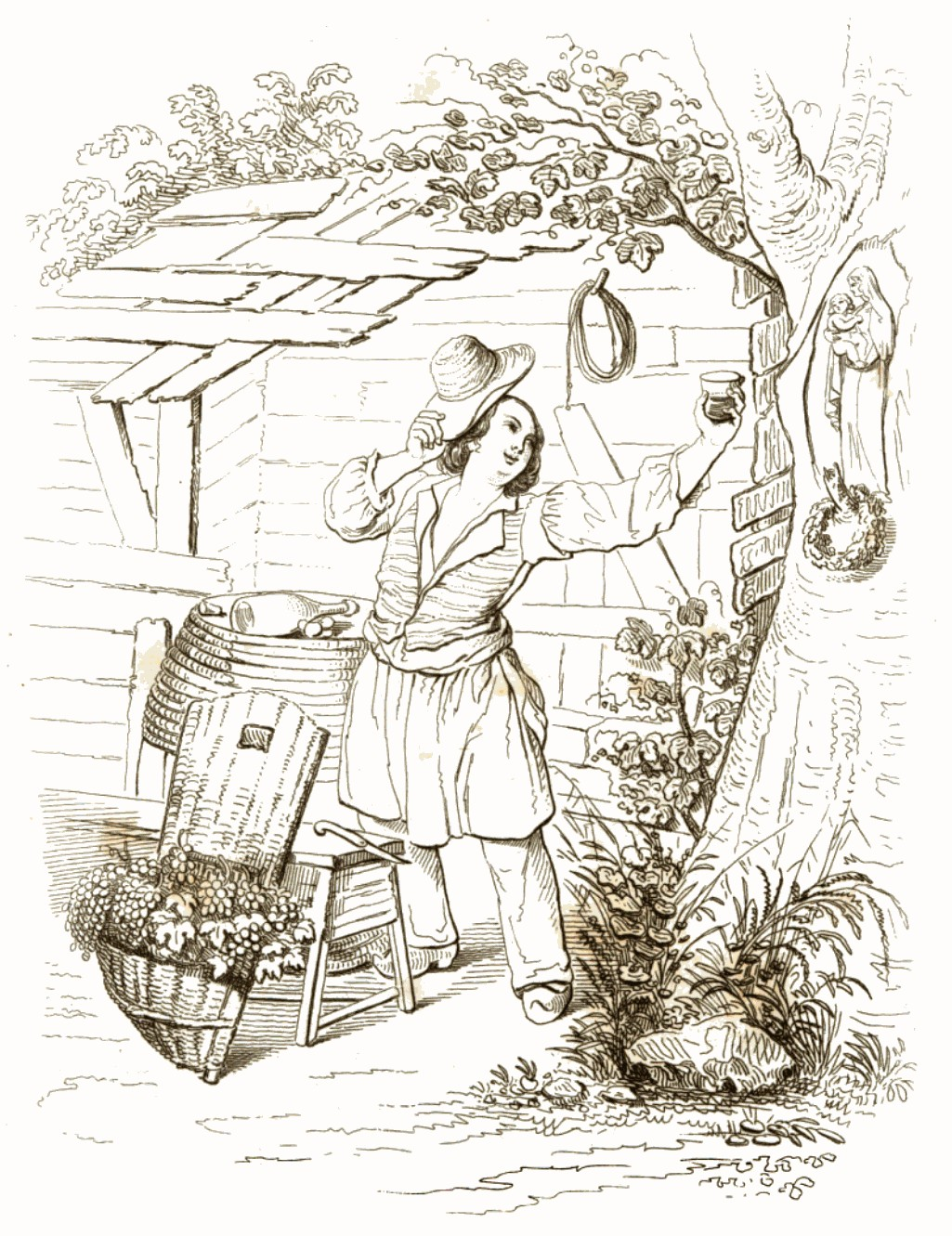
Le Vigneron reconnaissant, gravure d'après le tableau d'E. Latil exposé au Salon de 1839, publié dans le Journal des artistes.
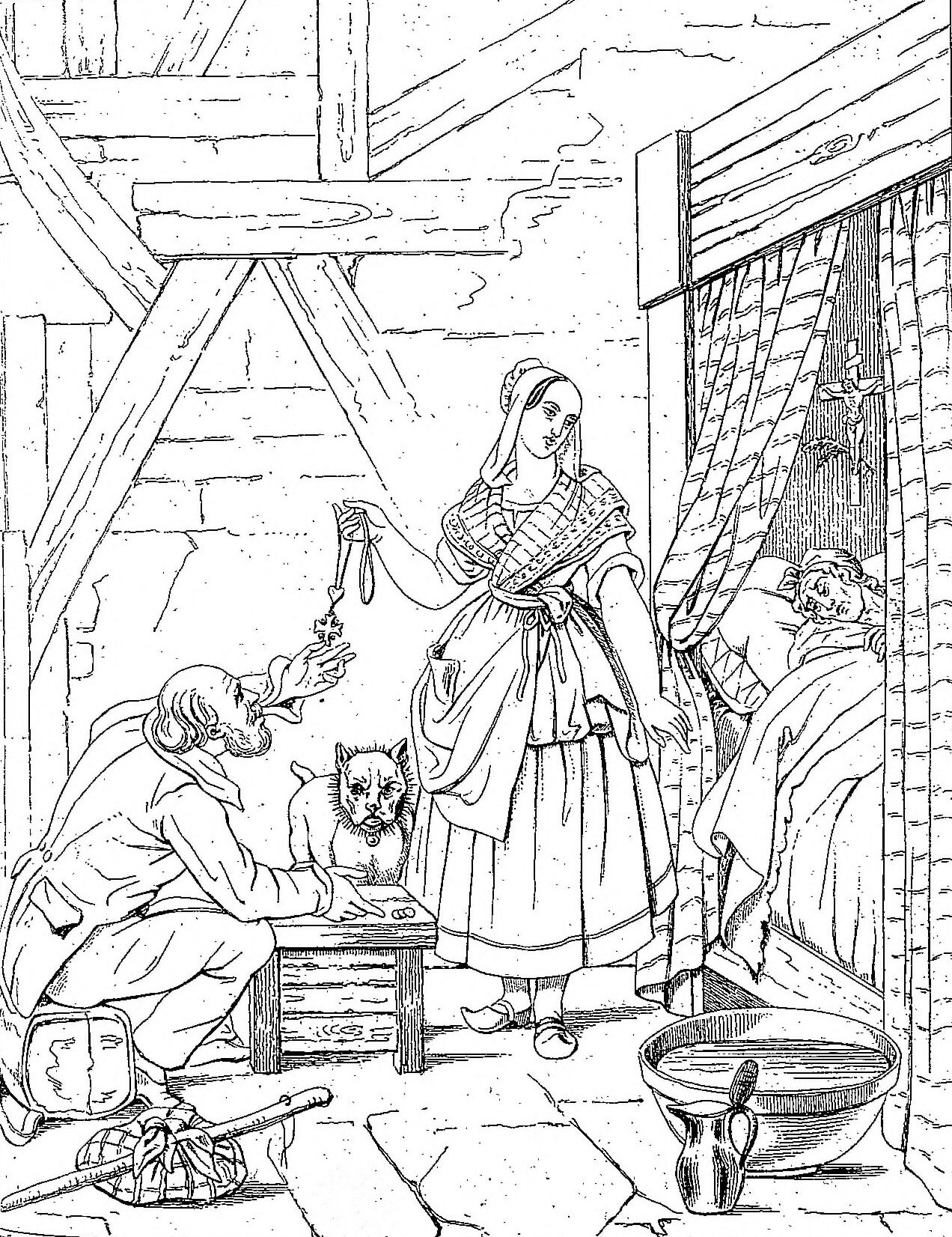
La Dernière ressource, gravure d'après le tableau d'E. Latil exposé au Salon de 1840, publié dans le Journal des artistes.
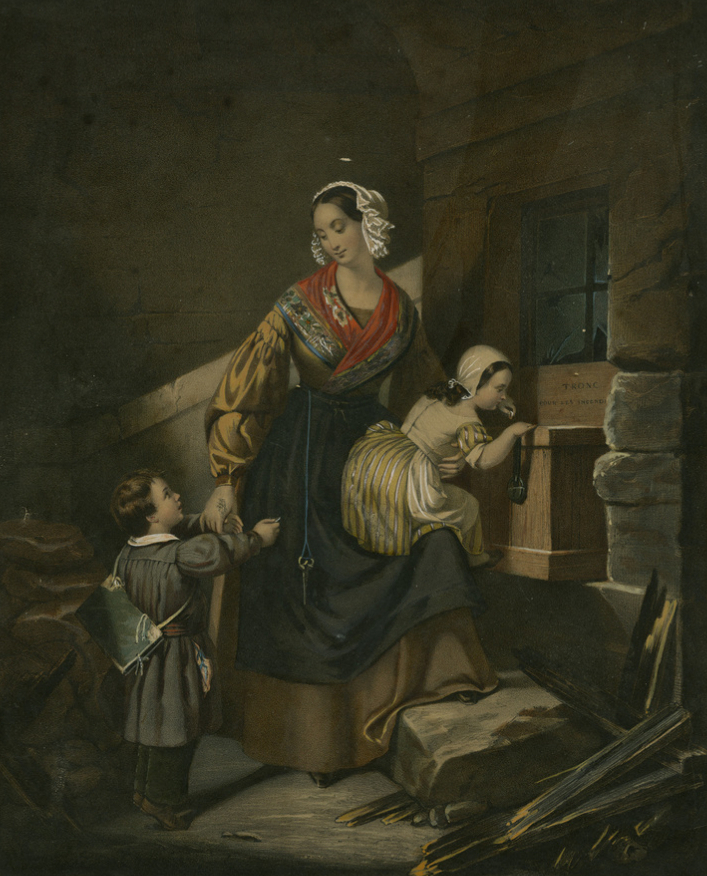
L'Aumône de l'ouvrière, lithographie coloriée de Régnier d'après le tableau d'E. Latil exposé au Salon de 1841.

### Envois aux Salons
Œuvres non localisées, sauf mention contraire.
- 1822 (Mlle Henry — 75, rue Saint-Louis, au Marais)
  - Portrait de M. de Frey, héraut d’armes de France, ancien commandant de cavalerie de l’armée royale de la Vendée, sous le nom de Tranche-Montagne (no 686)
  - Sapho en méditation (2e supplément, no 1749)
- 1824 (Mlle Henry — 75, rue Saint-Louis, au Marais)
  - Portrait en pied de Mlle *** (no 887)
  - Clémence Isaure et Lautrec, d'après la Romance de Clémence Isaure de Florian[23] (no 888)
- 1827 (Mlle Henry — 75, rue Saint-Louis, au Marais)
  - Le Vœu de Saint Louis[24] (no 551) — Paris, église Saint-Philippe-du-Roule[17].
- 1831 (Mlle Henry — 9, rue de l'Éperon)
  - Portrait de Mme C. (no 1058)
  - Portrait de femme (no 1059)
- 1833 (Mlle Henry — 9, rue de l'Éperon)
  - Quasimodo sauvant la Esmeralda des mains de ses bourreaux (d'après le roman Notre-Dame de Paris de Victor Hugo) (no 1233) — Paris, Maison de Victor Hugo / Saint-Pierre-Port de Guernesey, Hauteville House
  - Portrait de Mme V. (no 1234)
  - Portrait de M. E. (no 1235)
  - Portrait de Mme E. (no 1236)
- 1834 (Mlle Henry — 23, quai Napoléon)
  - Portrait en pied d'un jeune enfant (no 971)
  - Petit garçon dans la campagne, avec son chien : Hanneton! vole! vole ! (no 972)
- 1835 (Mlle Henry — 23, quai Napoléon)
  - La Vierge et l’enfant Jésus (no 1057)
  - Portrait de M. V... (no 1058)
  - Portrait] de Mme C... (no 1059)
- 1836 (Mlle Henry — 23, quai Napoléon)
  - Travail et paresse (no 956)
  - Portrait en pied de Mme E. (no 957)
  - Portrait en pied d’enfant (no 958)
- 1837 (Mlle Henry — 23, quai Napoléon)
  - Une jeune malade dans une étable (no 941)
- 1838 (Mlle Henry — 23, quai Napoléon)
  - Mal d'amour — Pour le guérir, une jeune fille consulte une sorcière (no 911)
  - Portrait de M. Villenave père (no 912) — Portrait de Mathieu-Guillaume-Thérèse Villenave
- 1839 (Mlle Eugénie Henry — 23, quai Napoléon)
  - La Dormeuse (no 1006)
  - Le Vigneron reconnaissant (no 1007)
  - Portrait de Mlle Clémence R... (no 1008)
  - Portrait de Mlle L. C... (no 1009)
  - Portrait de M. H... père (no 1010)
  - Portrait de M. H... fils (no 1011)
- 1840 (Mlle Eugénie V. Henry — 23, quai Napoléon)
  - La Dernière ressource (no 820)
  - Courage et piété d'un bûcheron (no 821)
  - Les Lavandières (no 822)
  - Portrait de Mme H..., de l'Ile-Bourbon[25] (no 823)
- 1841 (Mlle Eugénie Henry — 23, quai Napoléon)
  - L'Aumône de l'ouvrière (no 975)
  - Portrait de M. Gannal (no 976)
  - Portrait de M. le marquis de C... (no 977)
  - Portrait de M. Saint-E... (no 978)
  - Portrait de M. de C... (no 979)
- 1842 — 1er Salon où l'artiste expose sous son nom de femme mariée, « Latil (Mme), née Henry » 
  - Adieux de Gabrielle d'Estrées et de Henri IV (no 1139)
- 1843 : Faux mariage de don Juan de Padilla, le fameux chef des Communeros, avec dona Maria Pacheco, en présence de la reine Jeanne-la-Folle, dans les appartements secrets de l'Alcazar de Tordésilas[26] (no 712)
- 1844 : Portrait de M. le lieutenant-colonel R... (no 1099)
- 1845 : Portrait de M. L... (no 984)
- 1846
  - La Vraie mère (no 1087)
  - Portrait de M. L... (no 1088)
- 1847 : Mater Dolorosa (no 964)
- 1848
  - La Fille du pêcheur[27] (no 2691)
  - Portrait de M... (no 2692)
  - Portrait de M. le docteur S. G... (no 2693)
  - Portrait de Mme Sch... (no 2694)
- 1849
  - Saint Jean le Précurseur — Pour moi, je vous ai baptisé dans l’eau, mais pour lui, il vous baptisera dans le Saint-Esprit (Evangile selon Saint Marc, ch. 1er, v. 8) (no 1235)
  - Portrait de M. C... (no 1236)
- 1850 : La Curée aux gâteaux (no 1802)